# Pareuxoa sanctisebastiani
Pareuxoa sanctisebastiani är en fjärilsart som beskrevs av Köhler 1955. Pareuxoa sanctisebastiani ingår i släktet Pareuxoa och familjen nattflyn. Inga underarter finns listade i Catalogue of Life.